# Cold Copy
Cold Copy es una película de suspenso estadounidense de 2023 escrita y dirigida por Roxine Helberg y protagonizada por Bel Powley, Tracee Ellis Ross, James Tupper, Ekaterina Baker, Nesta Cooper y Jacob Tremblay. Es el debut como director de Helberg.

## Reparto
- Bel Powley como Mia Scott
- Tracee Ellis Ross como Diane Heger
- Jacob Tremblay como Igor Nowak
- Nesta Cooper
- James Tupper
- Ekaterina Baker

## Producción
En septiembre de 2022, se anunció que el rodaje había terminado.

## Estreno
Cold Copy se estrenó en el Festival de Cine de Tribeca el 11 de junio de 2023. En octubre de 2023, Vertical Entertainment adquirió los derechos de distribución de la película. Se estrenó en cines selectos y en vídeo bajo demanda el 26 de enero de 2024.